# East Room

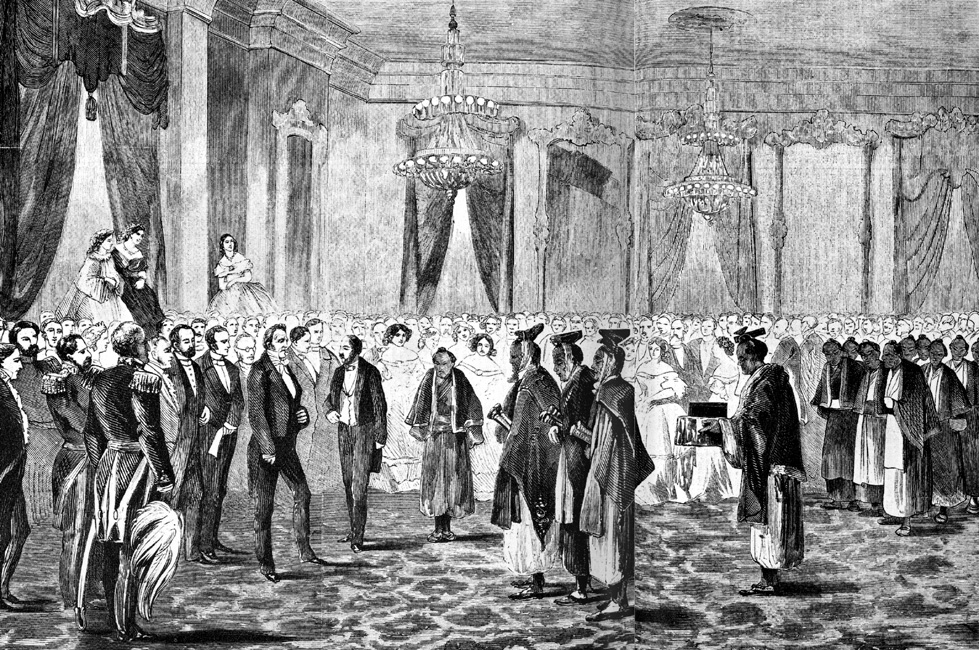
Första japanska ambassaden till USA, 1860.

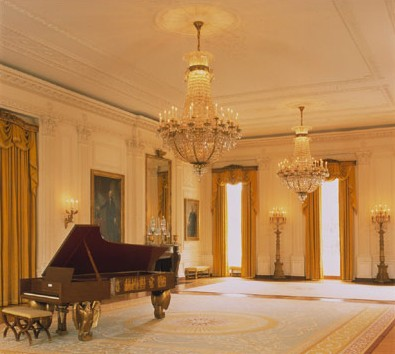
East Room, 1995.

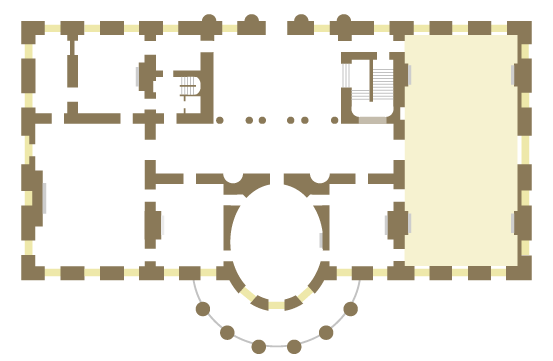
Vita husets representationsvåning.

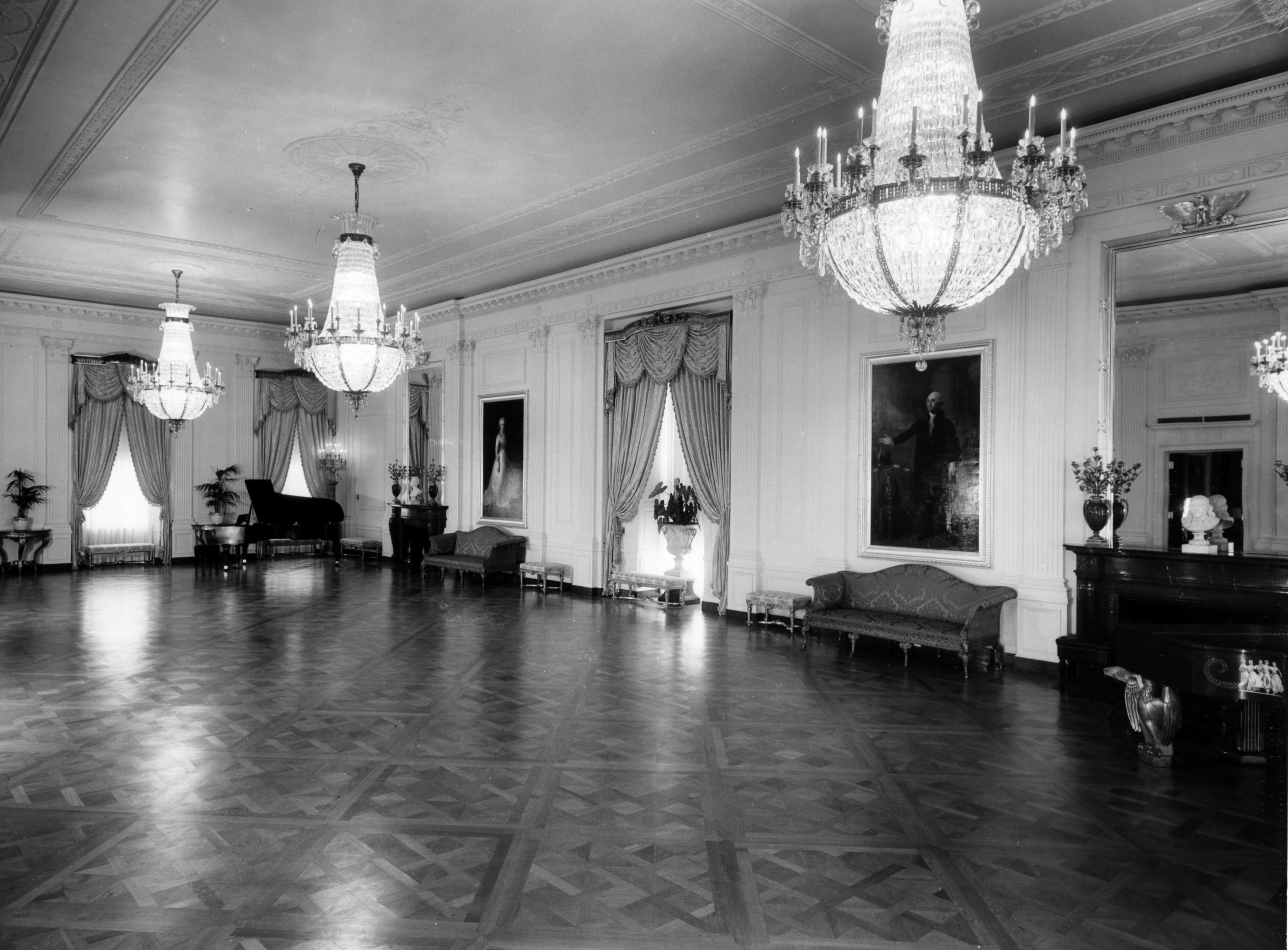
East Room efter renoveringen 1949–1952.

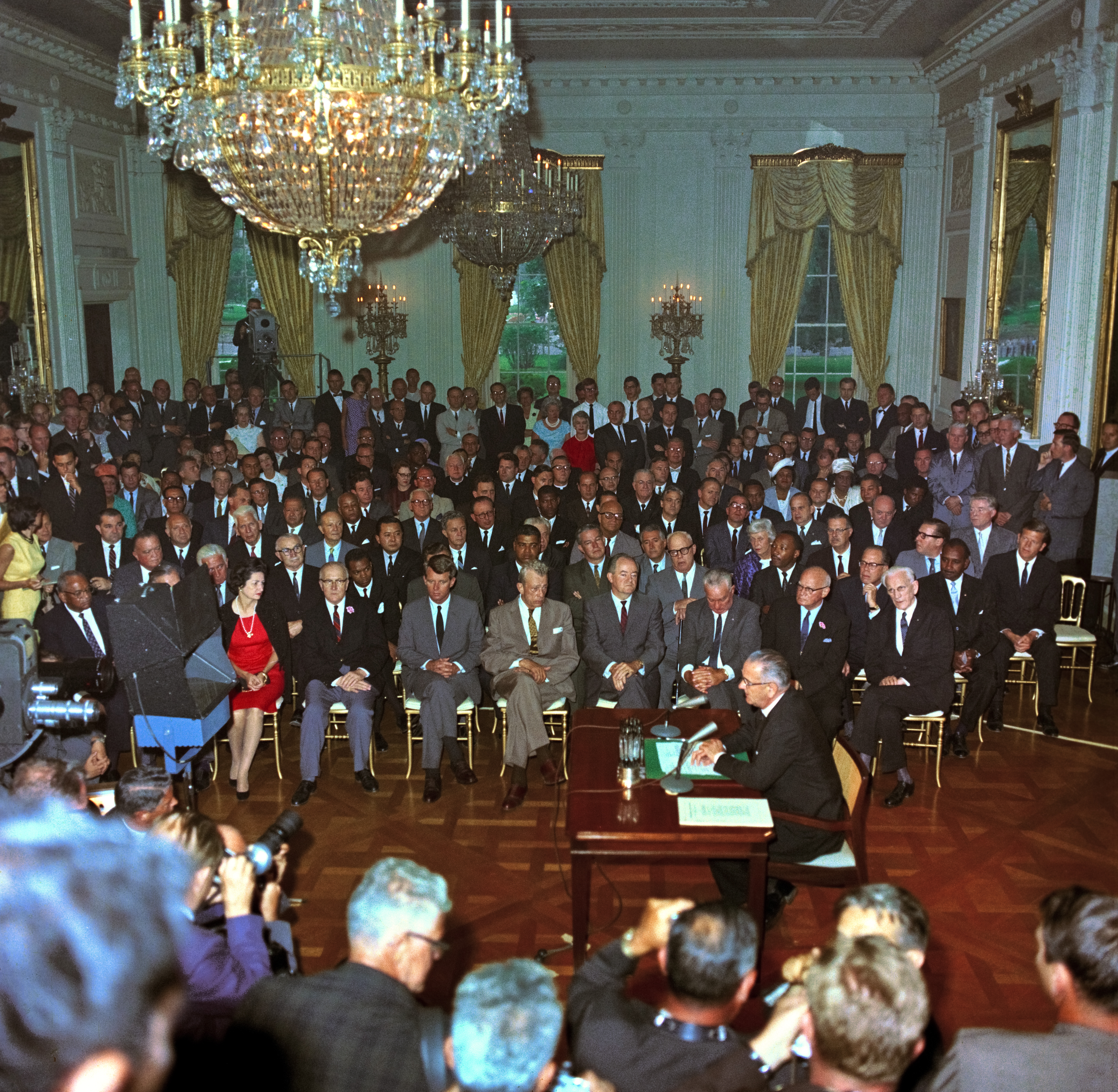
President Lyndon Johnson håller tal till nationen innan han undertecknade 1964 års Civil Rights Act.

East Room är en festsal och ett mottagningsrum i Vita huset i Washington D.C. i USA. East Room ligger i representationsvåningen en trappa upp och är det största rummet i byggnaden. Det används för mottagningar, presskonferenser, ceremonier, konserter och banketter. 

## Utseende
Vita huset ritades av James Hoban. Det hade Leinster House i Irland som inspirationskälla, ett palats som hade ett stort östra rum som kan ha varit förebild till Hobans East Room. Det var det största rummet, 24 x 11 meter med en takhöjd på 6,7 meter. 
Det var bland de sista rummen på State Floor som inreddes och kom till användning. East Room användes första gången för sitt avsedda ändamål 1807, men mycket litet inreddes före 1814, då Vita huset brändes ned av brittiska trupper under nedbränningen av staden Washington under 1812 års krig. Merparten av sandstensväggarna stod kvar efter branden och den östra delen av byggnaden var minst skadad. Benjamin Latrobe hjälpte till att restaurera Vita Huset. East Room fick 1814 och 1815 nya dörrkarmar och mahognydörrar med intarsia som finns kvar i rummet än idag. I rummet installerades 1818 mahognymöbler i så kallad "federal arkitekturstil" från möbelmakaren  William King den yngre i Washington. King tillverkade 24 icke stoppade karmstolar och fyra soffor, som placerade utefter väggarna och sällan användes. Möblerna stoppades i blått silkestyg 1829, då inredningsarbetet slutfördes. De tidigare bara väggarna kläddes med gula tapeter och på golvet lades en rödkantad blå, beige och gul matta på 46 kvadratmeter, som vävts i Bryssel.
Vid utbrottet av amerikanska inbördeskriget 1861 var East Room något bedagat. Det användes från april 1861 som logement för omkring 60 milismän från Kansas under tiden som en permanent kasern uppfördes. Detta ledde till svårt slitage av mattan och kulhål i väggarna. Mary Todd Lincoln lät senare under året bland annat klistra upp nya franska textiltapeter och lägga dit en ny Axminstermatta som täckte hela golvet. Den var från Glasgow i Skottland, eftersom världens största vävstol behövdes för en så stor matta. Under Abraham Lincolns tid användes rummet framför allt som mottagningsrum för allmänheten varje vecka och var sparsamt möblerat. Vid Lincolns död var rummet i nedgånget skick, delvis vandaliserat.
Theodore Roosevelt anlitade 1902 McKim, Meade & White för att renovera och utvidga Vita huset. För East Room använde firman den stora salongen i Château de Compiègne från 1780 som utgångspunkt. I taket hängdes tre stora kristallampor som tillverkats av Christoph Palme & Co. i Parchen i Böhmen och som efterhärmade kristallkronor från 1700-talets England och Frankrike. År 1904 donerade Steinway & Sons en gulddekorerad flygel till Vita huset, som placerades i East Room. En andra, mycket dekorerad, flygel i mahogny, donerades 1938. 
Under Franklin D. Roosevelts presidenttid drogs underhållet ned som en gest i ofärdstider. I slutet av 1940-talet var Vita Huset i mycket dåligt skick, inte minst East Room. Det evakuerades av säkerhetsskäl i november 1948 och renoverades fram till 1952.

## Evenemang i East Room i urval
- James Buchanan tog emot den första japanska ambassaden till USA den 18 maj 1860.
- Calvin Coolidge undertecknade Briand–Kellogg-pakten den 17 januari 1929.
- Avtal om grundandet av United Nations Relief and Rehabilitation Administration undertecknades av representanter från 44 nationer den 9 november 1943.
- Dwight D. Eisenhower svors in som president den 20 januari 1957. Eftersom den 20 januari detta år inföll på en söndag skedde insvärandet privat, medan installationshögtidligheterna avhölls dagen därpå.
- Lyndon B. Johnson undertecknade Civil Rights Act of 1964 den 2 juli 1964 vid en televisionssänd ceremoni.
- Richard Nixon och Leonid Brezjnev undertecknade ett avtal om vetenskapligt samarbete rörande fredlig användning av atomkraft mellan USA och Sovjetunionen den 21 juni 1973.
- Richard Nixon gav ett avskedstal till Vita husets personal klockan 9:00 den 9 augusti 1974. Hans avsked från presidentämbetet blev giltigt klockan 11:35, när avskedsbrevet mottogs av utrikesministern Henry Kissinger. Gerald Ford svors in som president i East Room klockan 12:03 samma dag.
- Jimmy Carter, Anwar Sadat och Menachem Begin undertecknade Camp David-avtalen den 17 september 1978.
- Ronald Reagan och Michail Gorbatjov undertecknade INF-avtalet den 8 december 1987.[1]
- George H. W. Bush och Michail Gorbatjov undertecknade fem avtal mellan USA och Sovjetunionen den 2 juni 1990.